# Alberobello
Alberobello est une commune de la ville métropolitaine de Bari dans les Pouilles en Italie.

## Description
Alberobello est une petite ville située dans le Sud de l’Italie, dans la région des Pouilles (Puglia en italien), dans la vallée d’Itria. 
Le Castel del Monte, tout comme la ville d’Alberobello, fait partie des sites classés au patrimoine mondial de l’UNESCO. L'église paroissiale Saint Antoine de Padoue a ses toits en forme de trulli.

## Lestrulli
Pour un article plus général, voir Trullo.
Alberobello possède d'anciens quartiers populaires aux maisons faites de pierres sèches (sans mortier) et au toit en forme de cône couvert de lauses calcaires, notamment celles extraites lors du creusement de la citerne afférente à chaque nouveau trullo. Elles ont pour nom trulli (au singulier trullo) en italien mais casedde (au singulier casedda) en dialecte local.
On en compte environ 1 500 dans les quartiers Monti et Aia Piccola, tous deux classés au patrimoine mondial de l'UNESCO. Elles font la renommée de ce centre urbain unique au monde. Le quartier Monti (« des Monts ») est le plus touristique de la ville. Les nombreux trulli bordant ses ruelles pentues sont pour la plupart convertis en boutiques de souvenirs et de produits artisanaux et parfois badigeonnés de symboles (croix, ostensoir, croissant) lors de  restaurations. Quant au quartier Aia Piccola (« la petite aire »), il sert encore de quartier d'habitation et échappe à l'activité commerciale liée au tourisme de masse.

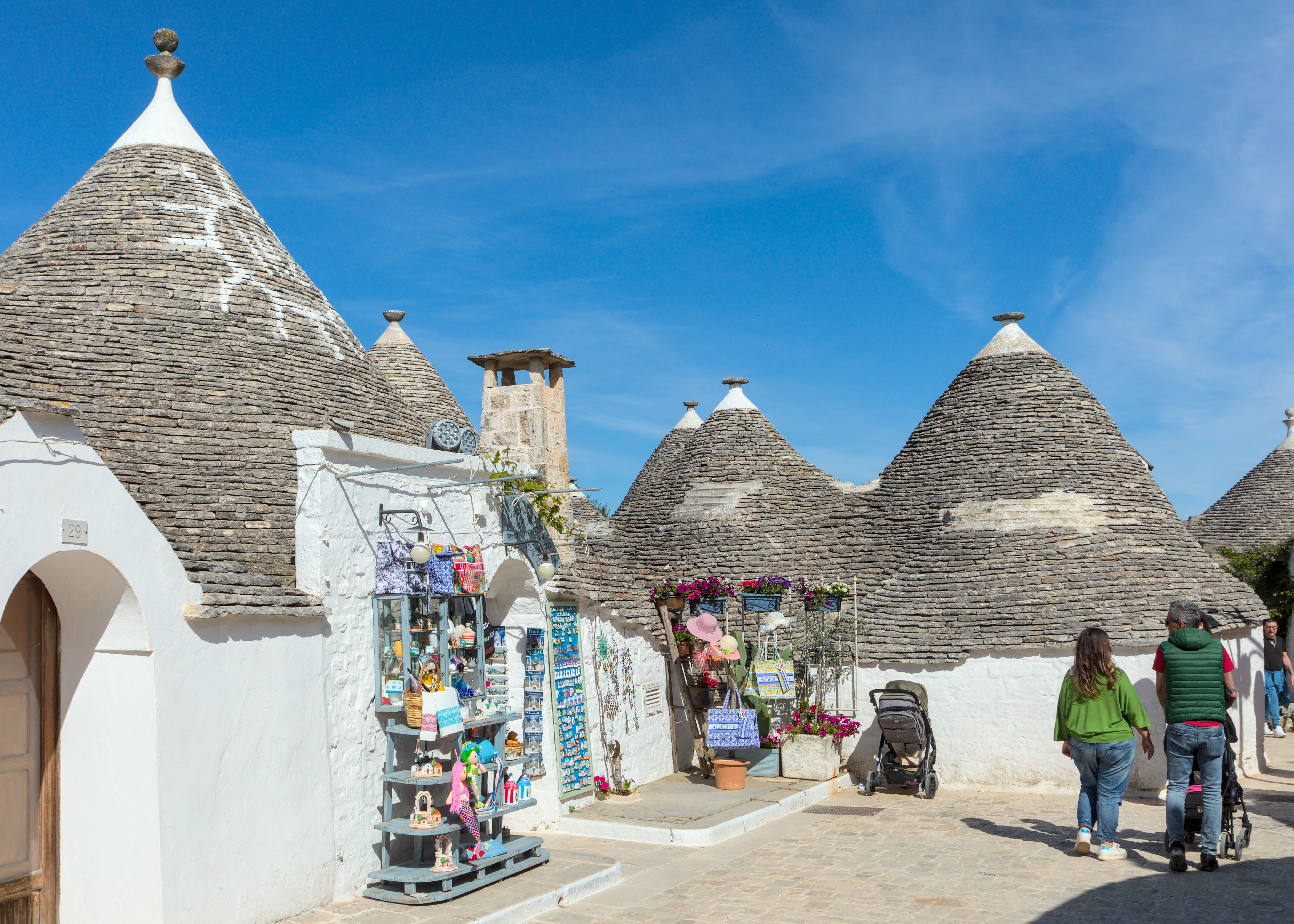
Des trulli convertis en boutique de souvenirs, Via Monte Nero (Rione Monti).
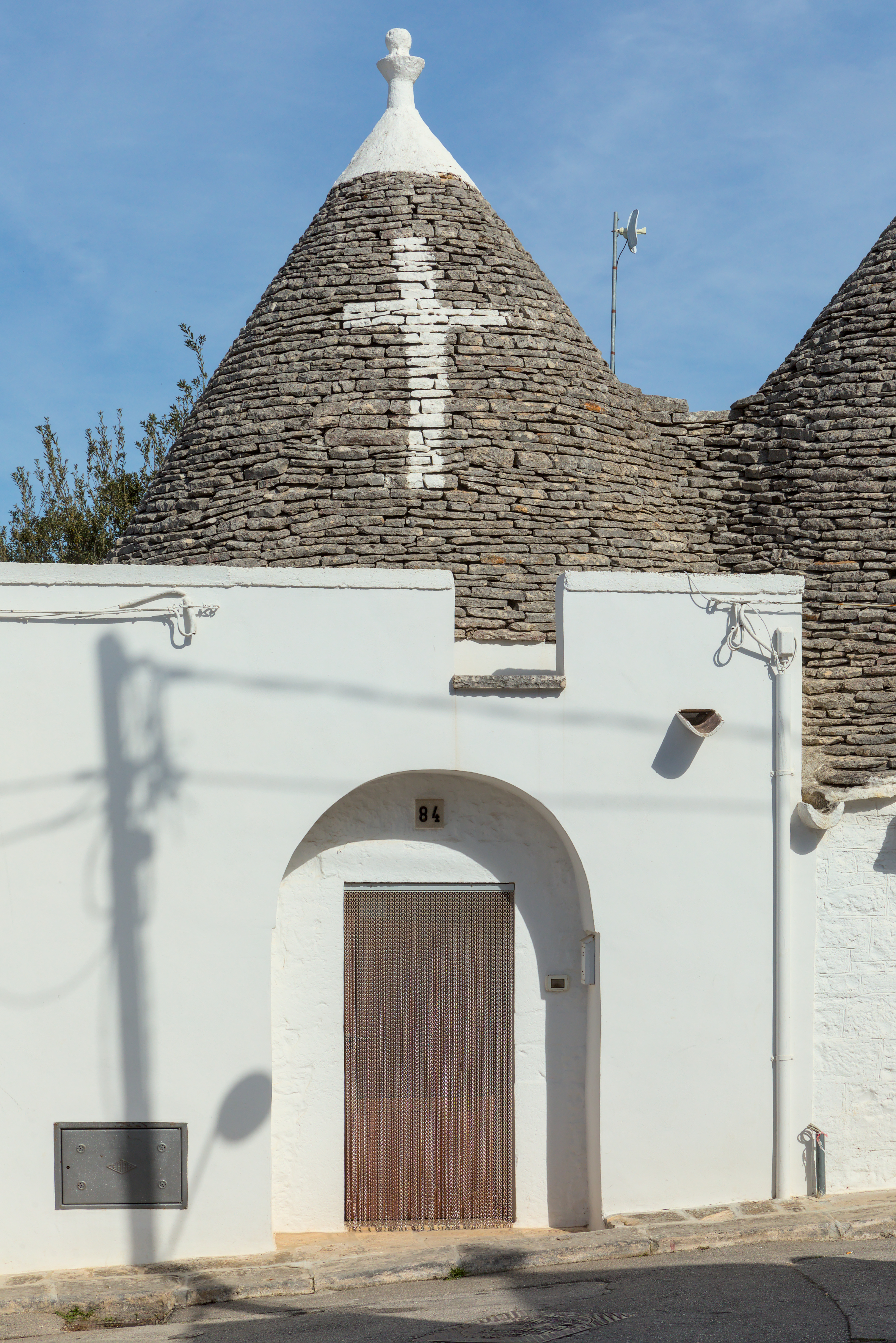
Trullo avec une croix peinte sur le toit, Via Monte Tonale (Rione Monti).
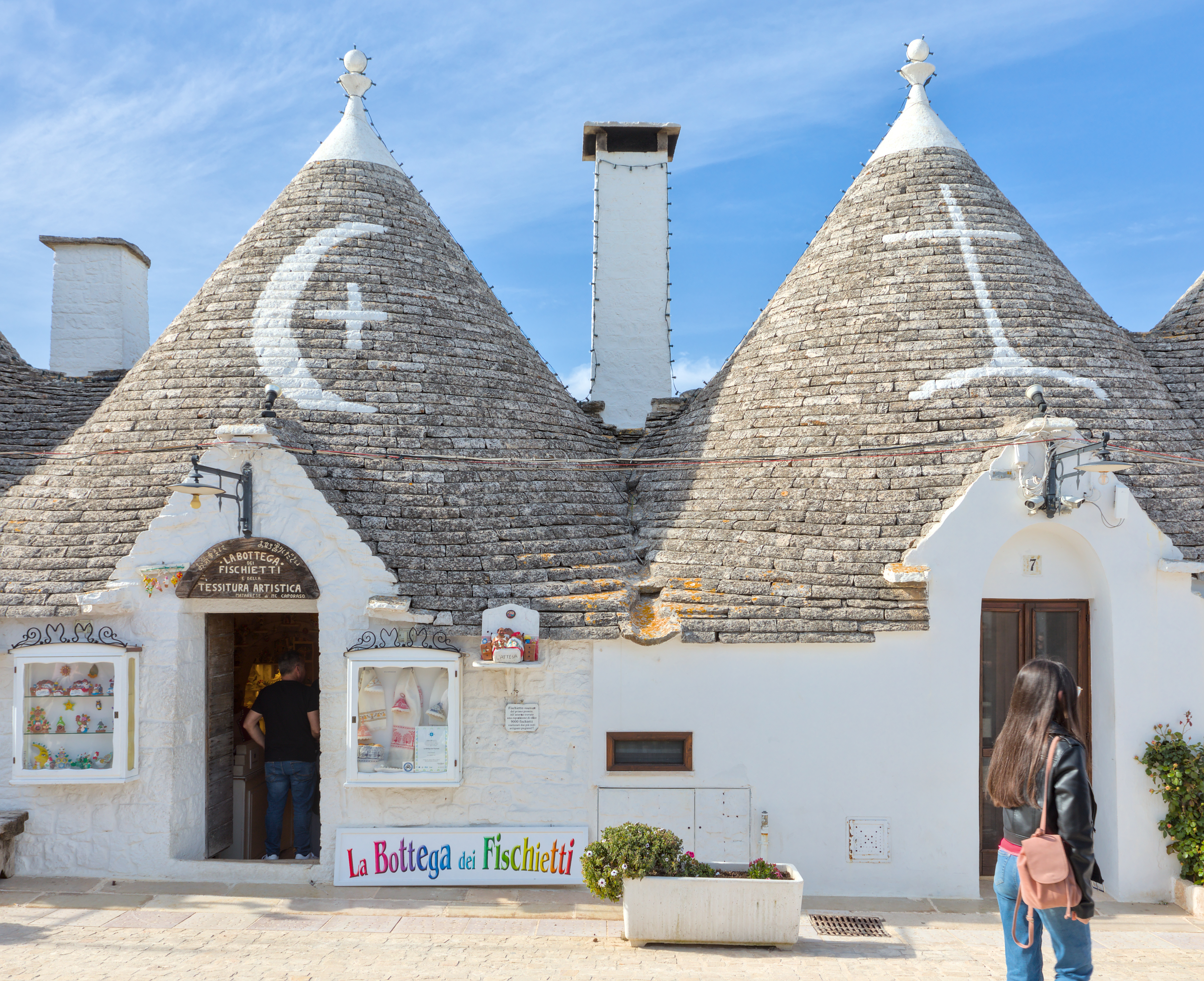
Deux trulli avec des symboles peints sur le toit, aux 7-9 via Monte Pertica (Rione Monti).
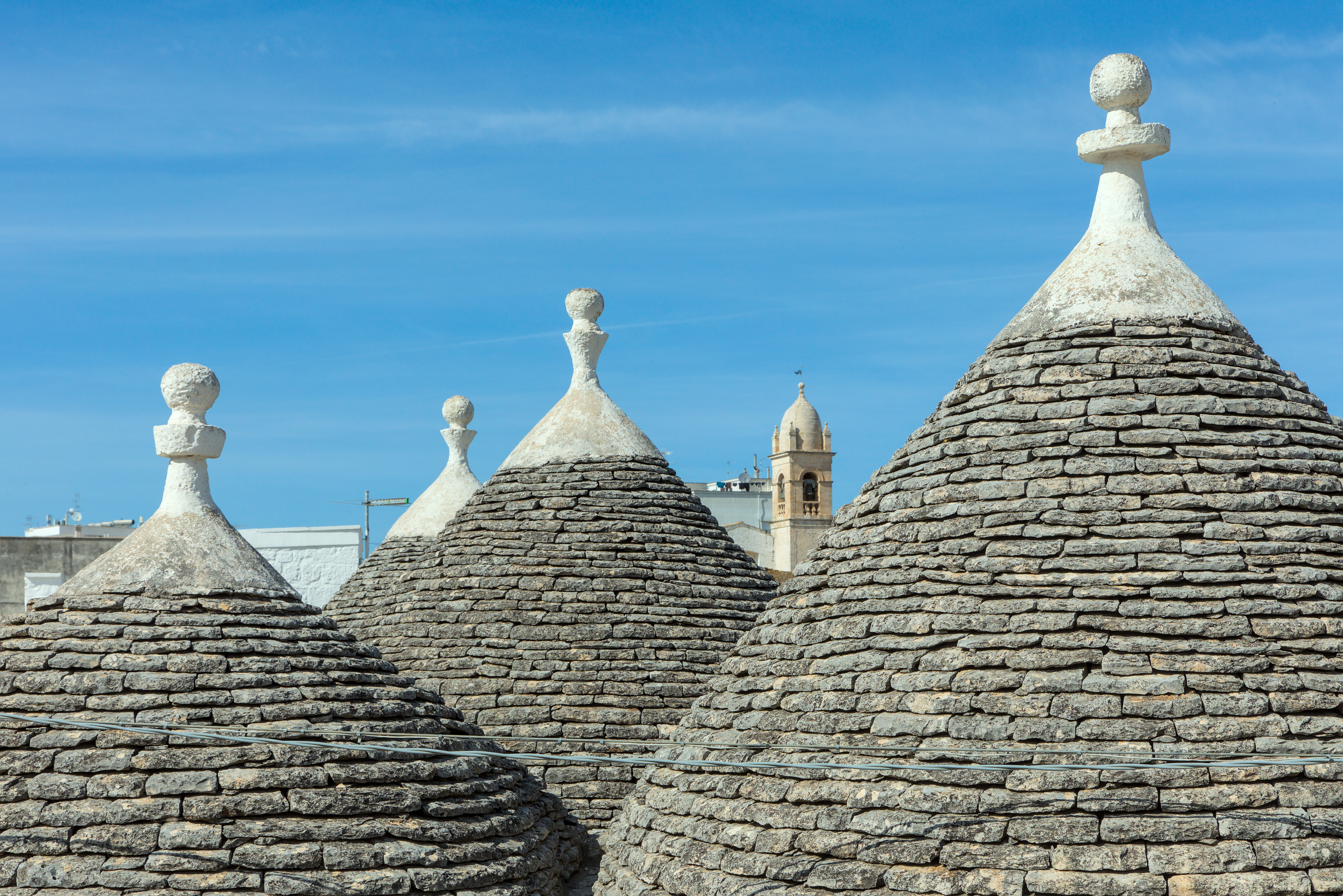
Toits de plusieurs trulli (Rione Monti).
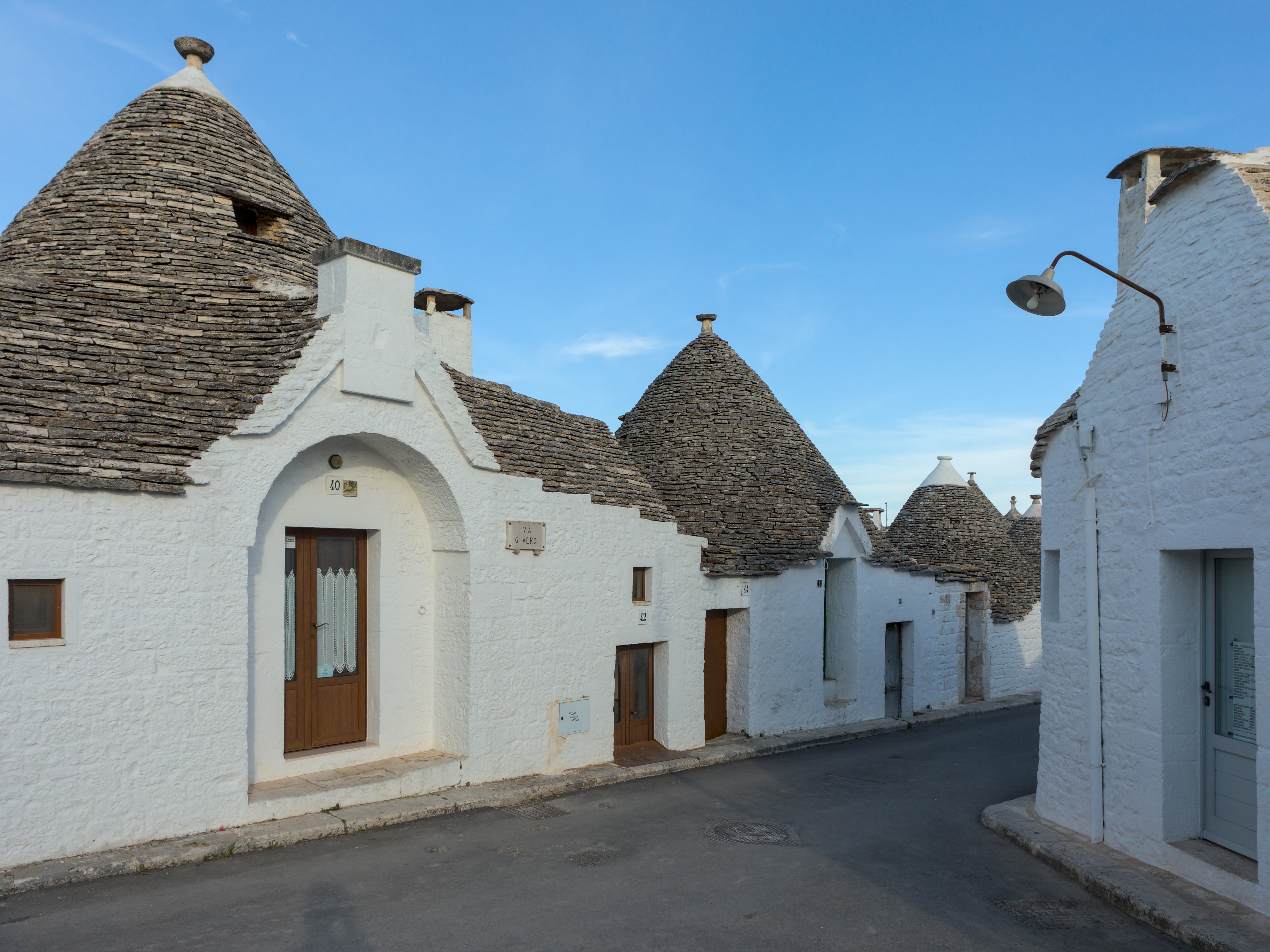
Des trulli à l'angle des rues Giuseppe Verdi et Duca degli Abruzzi (Rione Aia Piccola).
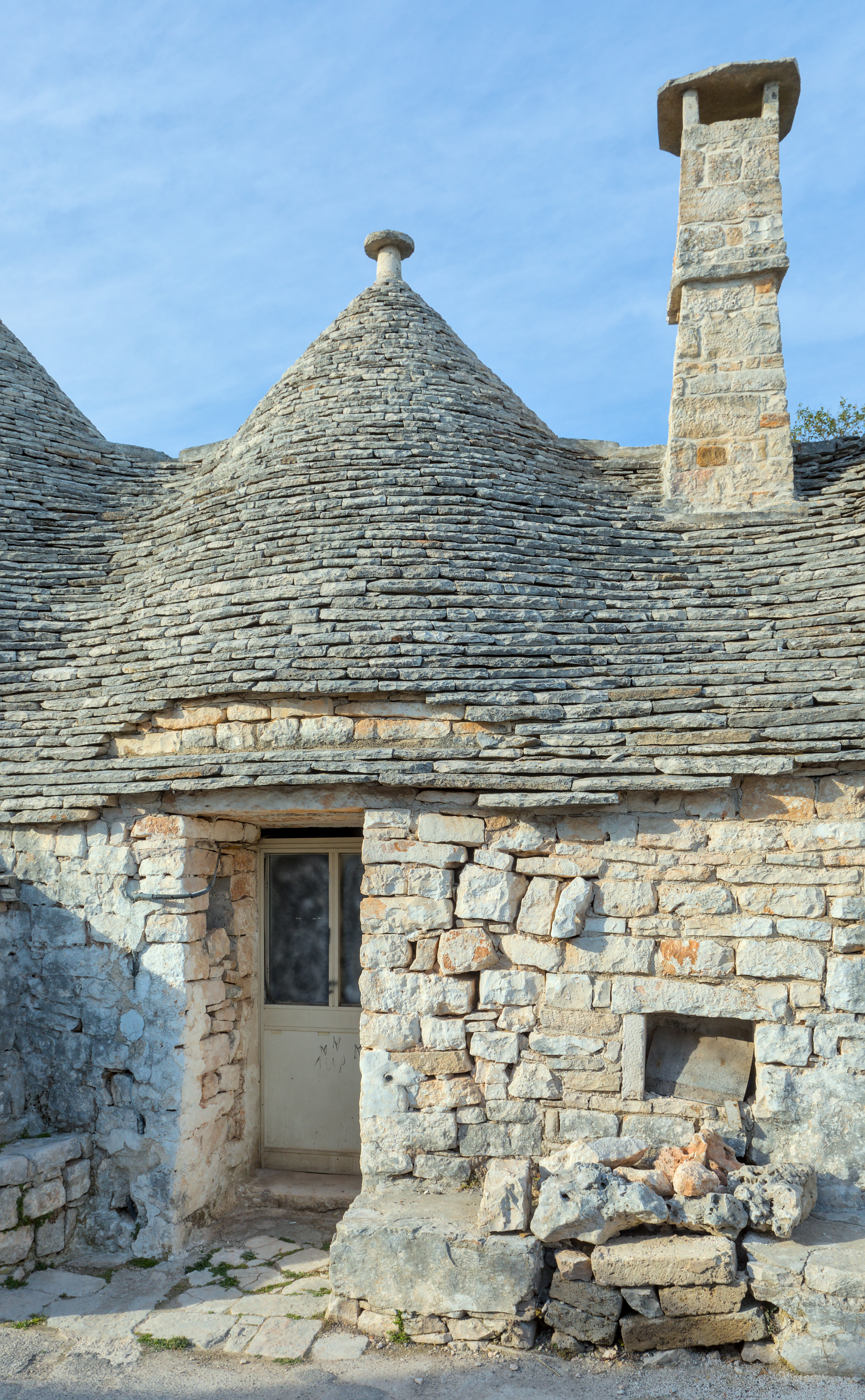
Un trullo, via Duca degli Abruzzi (Rione Aia Piccola).

## Histoire
L'histoire d'Alberobello remonte à la seconde moitié du XVIe siècle. Ce petit fief alors sous le contrôle de la famille Acquaviva d'Aragon, comtes de Conversano, vit arriver des paysans qui cultivèrent la terre.
Selon la légende, les comtes permirent aux colons de construire des habitations en pierres sèches (sans mortier) afin de les démonter facilement en cas d'inspection royale. En effet, Ferdinand Ier d'Aragon, dans sa Prammatica de Baronibus, exigeait le paiement d'une taxe en cas d'édification d'habitations fixes.
En 1797, un groupe d'hommes courageux d'Alberobello, lassés de cette situation précaire, se rendirent à Taranto pour demander l'aide du roi Ferdinand IV des Bourbons qui les reçut et leur fit une promesse. Le 27 mai 1797, le roi envoya un décret affranchissant le village.
Ces explications se heurtent toutefois à un constat. Luigi Mongiello, professeur d'architecture à la Faculté d'ingénierie de Bari, fait remarquer que les trulli édifiés au début du XXe siècle, donc bien longtemps après l'édit de Gian Girolamo de Acquaviva et le décret de Ferdinand IV de Bourbon, sont construits par superposition d'assises de pierres et de lauses sans aucune trace de mortier (alors que les parements internes sont parfaitement enduits). Cela implique que l'absence de mortier dans les structures à trulli est un dogme inhérent à la tradition séculaire des artisans bâtisseurs locaux et, partant, que l'explication de « la démolition instantanée en cas d'inspection » ne tient pas.

## Économie
L'économie d'Alberobello repose principalement sur le tourisme.
Le territoire communal fait partie de la zone de production de la Mozzarella di Gioia del Colle (AOP).

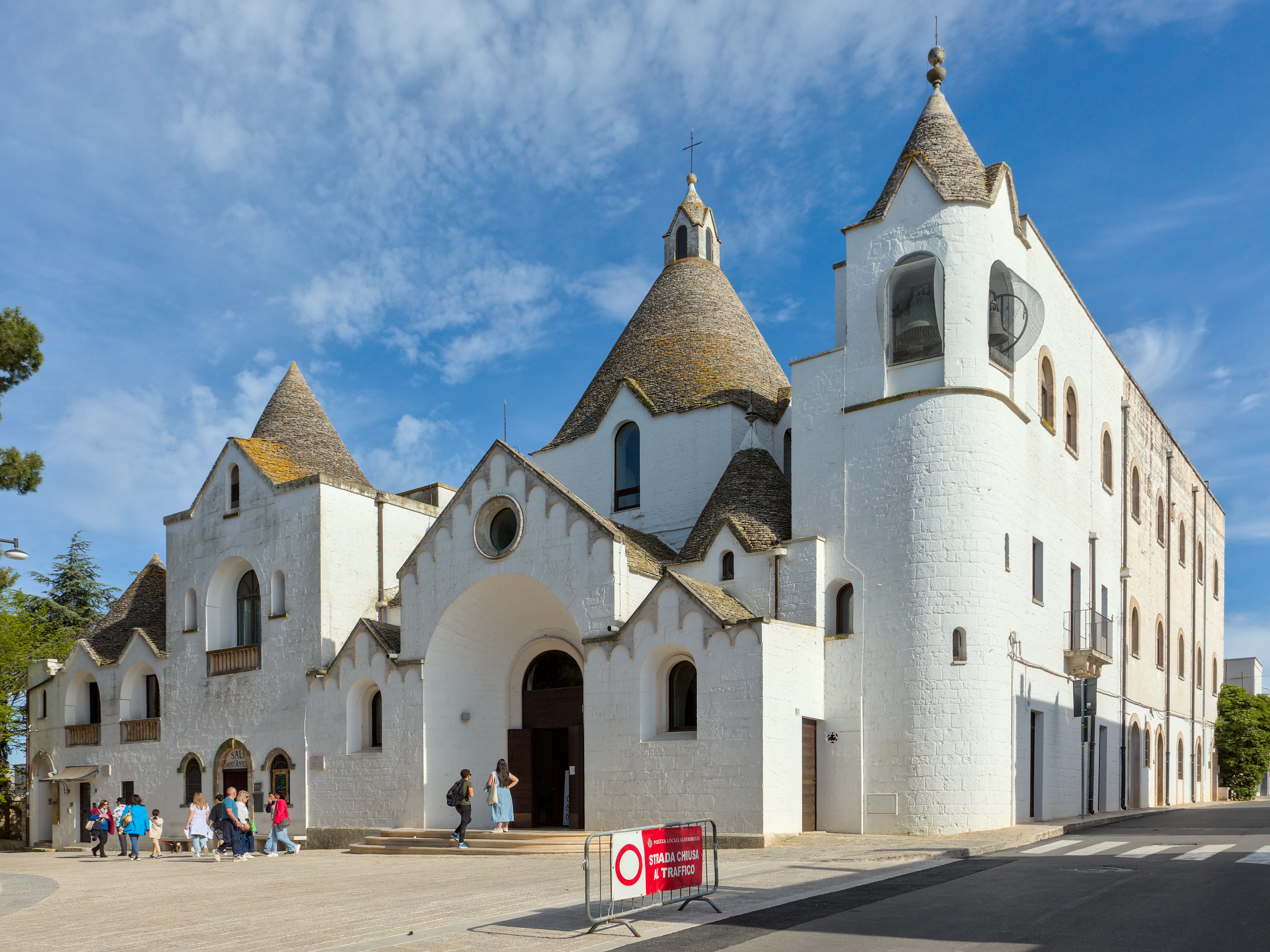
L'église saint Antoine.

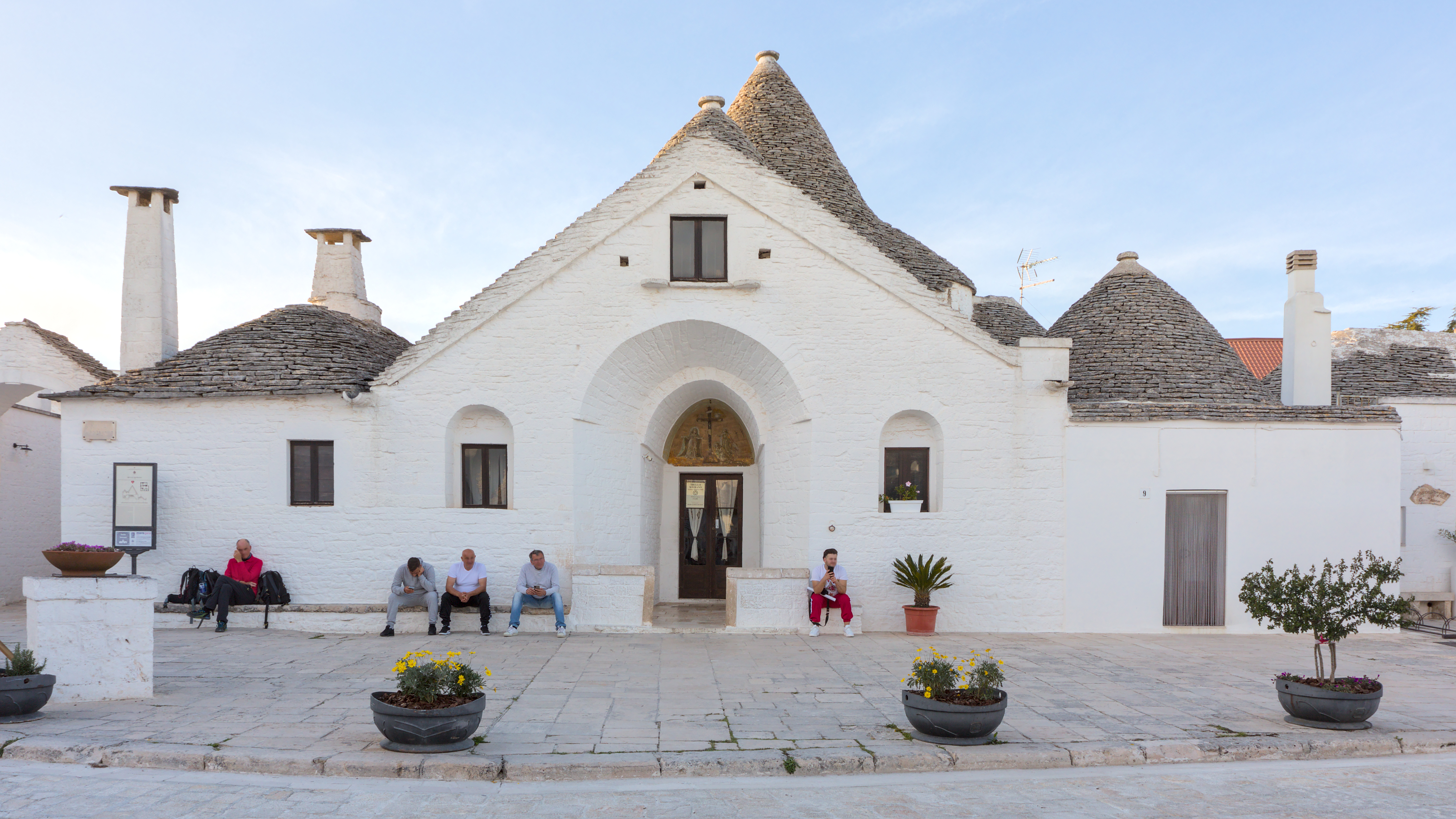
Le Trullo Sovrano.

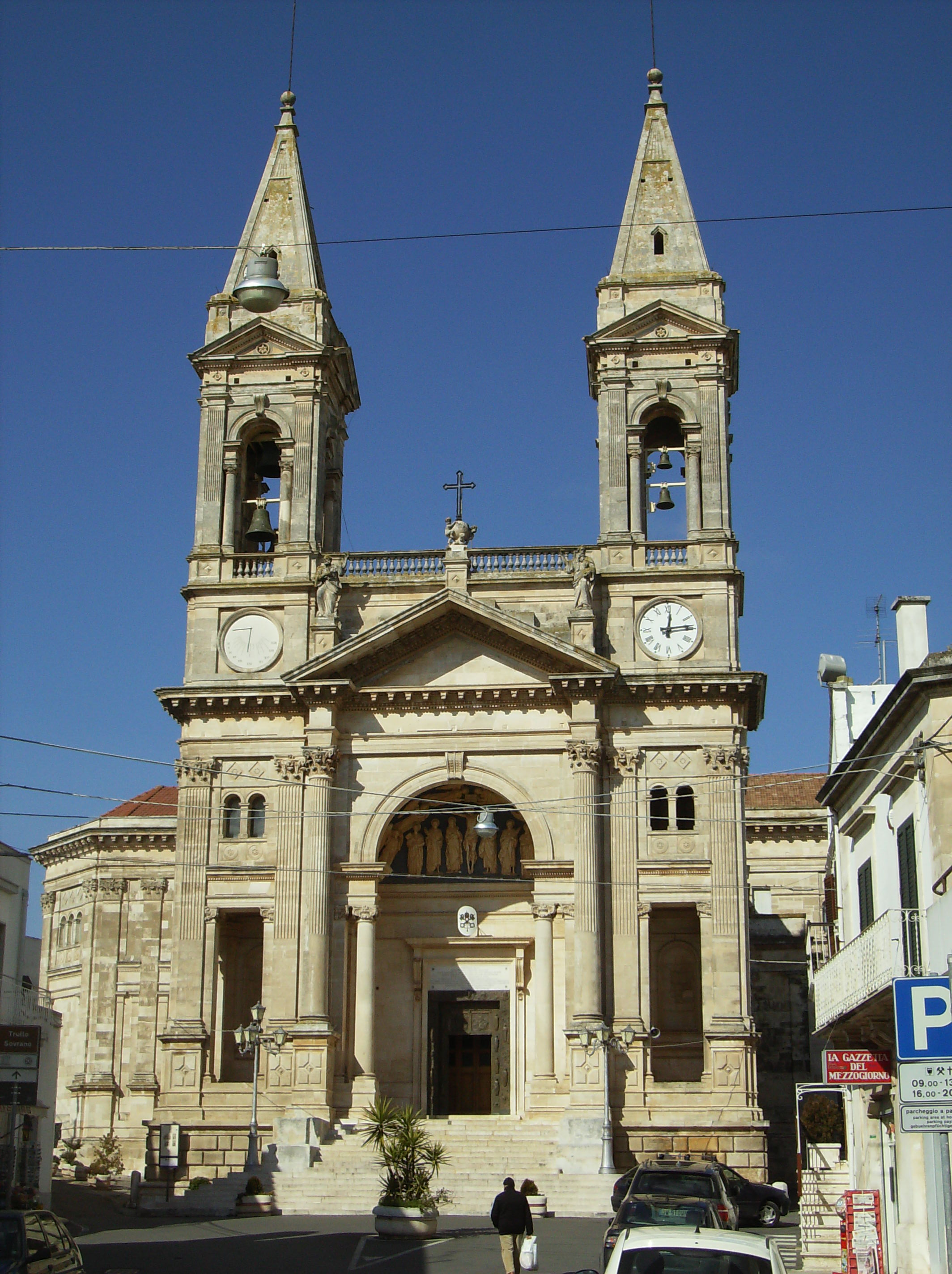
La basilique des Saints Côme et Damien, construite en 1882 par l'architecte Antonio Curri sur les bases de la chapelle du XIIe siècle.

## Culture
- Situé entre la place XXVII Maggio, la place Mario Pagano et la rue Larmamora, le Museo del Territorio (« le musée du Terroir »), anciennement Casa Pezzola, du nom du dernier propriétaire, occupe plusieurs trulli dont le plus ancien date du XVIIIe siècle. Il abrite des outils liés à l'agriculture et à la construction rurale, deux pièces meublées comme autrefois et des pinacles déposés du toit de trulli.
- La chiesa di Sant'Antonio (« l'église saint Antoine »), aux toits construits en style trullo par un des derniers maîtres trullistes, date de 1926. Elle domine, au sud, la colline occupée par le Rione Monti (le « quartier des Monts »). Elle est censée avoir été édifiée pour arrêter l'avancée du prosélytisme protestant dans le quartier[3].
- Le Trullo Sovrano (« le trullo souverain ») est le seul trullo qui se compose de deux niveaux. Il mesure 14 mètres de hauteur. Il a été transformé en petit musée des traditions populaires[3].

## Fêtes
- Festival de la Vallée d'Itria (concerts et opéras du XVIIIe siècle) du 15 juillet au 10 août[5]
- La Ghironda (festival d'art et de culture) de fin août à début septembre

## Administration
| Période                                  | Période         | Identité             | Étiquette       | Qualité                    |
| ---------------------------------------- | --------------- | -------------------- | --------------- | -------------------------- |
| 26 mai 1998                              | 5 novembre 2001 | Angelo Panarese      | Parti démocrate |                            |
| 5 novembre 2001                          | 28 mai 2002     | Maria Teresa Pricolo | SE              | Commissaire extraordinaire |
| 28 mai 2002                              | 29 mai 2007     | Bruno De Luca        | Parti démocrate |                            |
| 29 mai 2007                              | 22 mai 2012     | Bruno De Luca        | Parti démocrate |                            |
| 22 mai 2012                              | 13 juin 2022    | Michele Maria Longo  | Liste civique   | Sindaco                    |
| 13 juin 2022                             | En cours        | Francesco De Carlo   | Liste civique   | Sindaco                    |
| Les données manquantes sont à compléter. |                 |                      |                 |                            |

## Hameaux
Coreggia.

## Communes limitrophes
Castellana Grotte, Fasano, Locorotondo, Martina Franca, Monopoli, Mottola, Noci.

## Évolution démographique
Habitants recensés